# Torcato de Anjou
Torcato de Anjou (Anjou, 800 - Rennes, Ille-et-Vilaine, França 853) foi um nobre da Alta Idade Média francesa, tendo sido conde de Anjou, condado  criado cerca de 870 como Estado vassalo do Reino de França.

## Relações familiares
Foi filho de Lucius Torquatus e pai de :
1. Tertúlio de Anjou (Anjou, Pays de la Loire, França 821 -?) casado com Petronilha[2] (? - 825), filha de Hugo Abade (802 - 844)[3], que por sua vez era filho de Carlos Magno, Sacro Imperador Romano Germano e da concubina deste, Regina.